# Korporacija (slovenski film)
Korporacija je slovenski kriminalno dramski film iz leta 2019. Režiral ga je Matej Nahtigal.
Film so navdihnili konspirativni in neo-noir trilerji sedemdesetih dvajsetega stoletja, še posebej Kitajska četrt.

### Zgodba
Policijski inšpektor Leon Gall, ki je odraščal v barakarski delavski četrti, izve, da tam Korporacija Rihter načrtuje gradnjo luksuznega stavbnega kompleksa. Od svojega dekleta, prostitutke Veronike, ki spi z veljaki, izve za sumljive okoliščine nakupa zemljišča. Njegova sodelavka Kaja z negodovanjem opazuje njegovo raziskovanje. Mogul Roland Rihter ima s svojo plavolaso hčerjo Brigito odnos, ki meji na incest. Z njo se zaplete Gallov šef Pavlov.

### Financiranje in produkcija
Projekt je bil ocenjen na 1.046.000 evrov. Podprla sta Slovenski filmski center (460.000 evrov) in Hrvaški avdiovizualni center (625.000 kn oz. pribl. 84.188 evrov). FS Viba film je nudil tehnične usluge (203.000 evrov).
Snemanje se je začelo 9. novembra 2018 v Ljubljani. Takrat so ocenili, da bodo porabili 30 snemalnih dni, z delom pa končali 23. decembra. Snemali so tudi v Zagrebu.

## Odziv kritikov in gledalcev

### Kritiki
Marcel Štefančič jr. je napisal, da Gall in njegov nadrejeni Pavlov preveč zlahka naletita na povezave med akterji, vendar mu je bilo všeč, da za razliko od drugih slovenskih družbeno angažiranih filmov (Jaz sem Frenk, Anina provizija in Inferno) Korporacija ne mori z naštevanjem škandalov (ocena: »zadržan«).
Igor Harb je napisal, da ima film težave z občasnimi nelogičnimi sosledji (ocena: 4).
Gaja Pöschl je napisala, da filmu manjka začetniško navdušenje, ki so ga imeli Psi brezčasja, da je nepričakovan zasuk prišel prehitro in preveč preprosto, da se zgodba odvija prehitro in preveč poenostavljeno, da je na koncu več vprašanj, kot na začetku, in da so si ustvarjalci zastavili previsoke cilje.
Peter Žargi je napisal, da je Korporacija neroden in neuspel poskus posnemanja scenaristično zelo dodelane Kitajske četrti, da so liki neizdelani, da njihova imena zvenijo, kot vzdevki avstrijskih porno igralcev, da gre Leonu za razliko od Gittesa vse preveč dobro od rok, da gledalec ne začuti srha ob neizbežni prihodnosti, da je usodna ženska le statistka in da iz neo-noir filmov pobrane ideje nimajo nobene teže (npr. incest). V brezimni urbani džungli je prepoznal sram ustvarjalcev nad domnevno neprepričljivo kriminalno identiteto Ljubljane.
Vid Šteh je napisal, da je film vizualno bolj dodelan od Nahtigalovega predhodnika, vendar imata oba težave s površinskimi liki, nelogičnostmi v zgodbi, nerodnimi dialogi in ritmom. Kljub temu se mu je izdelek zdel spodoben (ocena: 7 in pol/10).

### Obisk v kinu
Film si je ogledalo 788 gledalcev.

## Zasedba
- Uroš Fürst: Urban Pavlov, šef policijske postaje
- Primož Vrhovec: Leon Gall, sin pokojne narkomanke, Urbanov prijatelj in svojeglavi policaj, v poznih tridesetih
- Ivo Barišič: Sven, Leonov skrbnik, gledališki igralec in uživalec heroina
- Jana Zupančič: Kaja Majer, Urbanovo dekle, policajka in Leonova službena partnerica
- Jelena Perćin: Brigita Rihter, hči Rolanda Rihterja
- Borut Veselko: Roland Rihter, šef Korporacije Rihter, neusmiljen poslovnež in lažni dobrodelnež
- Lejla Korać: Alex, Veronikina hči
- Katarina Stegnar: Veronika Gril, Leonovo dekle in prostitutka
- Matija Vastl: Heinz, podkupljivi občinski funkcionar
- Niko Goršič: Niko Švarc, novinar ter znanec Leona in Svena
- Marinko Prga: Tibor Apat, nečak Rolanda Rihterja
- Pia Zemljič: Gloria Link, propadla hči lastnika zemljišča
- Vesna Kuzmić: arhivarka

## Ekipa
- fotografija: Jani-Petteri Passi
- glasba: Alen Sinkauz in Nenad Sinkauz
- montaža: Vladimir Gojun
- scenografija: Tina Merica
- kostumografija: Sanja Grcić
- maska: Alenka Nahtigal
- zvok: Boštjan Kačičnik

## Nagrade
- Festival slovenskega filma 2019: vesna za stransko žensko vlogo (Jana Zupančič)